# Laurent Wehrli
Laurent Wehrli, né le 4 juin 1965 à Montreux (originaire du  même lieu et de Küttigen), est une personnalité politique suisse, membre du Parti libéral-radical.
Il est syndic de Montreux de 2011 à 2021 et député du canton de Vaud au Conseil national depuis novembre 2015.

## Biographie
Laurent Wehrli naît le 4 juin 1965 à Montreux, dans le canton de Vaud. Il est originaire de cette même commune et de Küttigen, dans le canton d'Argovie.
Après avoir obtenu une licence en Lettres (master) de l’Université de Lausanne en 1987, il exerce la profession de journaliste [Où ?]de 1988 à 1990, puis occupe le poste de rédacteur en chef d’une revue mensuelle économique [Laquelle ?] de 1990 à 1992[réf. nécessaire].
En 1992, il est nommé secrétaire général adjoint du Département vaudois chargé de l’instruction publique, fonction qu'il exerce jusqu'en 1993. De 1992 à 2002, il est délégué aux affaires transfrontalières et européennes du canton de Vaud.
En 2002, il fonde l'agence d'événementiel Weya SA, dont il est toujours directeur.
Il a le grade de lieutenant-colonel à l'armée.
Il est marié à Myriam Wehrli et père de cinq enfants. Il est de confession évangélique.

## Parcours politique

### Niveau communal
Il est membre de la Municipalité (exécutif) de la commune de Montreux de 2001 à 2021. Il y est responsable de l’économie, de la culture, du tourisme et du sport, après avoir dirigé le dicastère des écoles, du social, de la jeunesse et des sports. Il devient syndic de la commune le 1er juillet 2011.
En novembre 2020, il annonce qu'il ne se représentera pas aux élections communales de mars 2021. Il quitte son poste le 30 juin 2021 et le socialiste Olivier Gfleller lui succède tacitement.

### Niveau cantonal
Il est député au Grand Conseil du canton de Vaud de 2002 à 2015. Il en assume la présidence de juillet 2013, au 30 juin 2014. Il y est vice-président de la Commission de gestion de 2002 à 2012 et président de la Commission des affaires extérieures de 2008 à 2013[réf. nécessaire].
Il est également président du Parti radical vaudois de 2002 à 2004.

### Niveau fédéral
Il est élu au Conseil national en 2015. Il y siège à la Commission de politique extérieure (CPE). Lors des élections de 2019, il arrive en sixième position, à 623 voix de Frédéric Borloz, cinquième et dernier élu PLR du canton de Vaud avec 40 692 voix. Le net recul du nombre de suffrages par rapport à 2015 (43 066) pourrait être la conséquence de l'affaire dite des « notes de frais », constatée par la commission des finances de la ville de Montreux en 2018,. Celle-ci avait finalement conclu qu’il n’y avait rien à reprocher au syndic,. L'élection d'Olivier Français au Conseil des États un mois plus tard lui permet quand même de rester au Conseil national. Il est réélu en octobre 2023.
En novembre 2017, dans le cadre de la campagne sur l'initiative No Billag, il prend la présidence de l'Association contre la disparition des radios et TV.

### Positionnement politique
Il est qualifié de « consensuel, attaché au monde de l’économie autant qu’à l’équilibre social » et de radical de terrain empreint de pragmatisme,.

### Autres mandats
Il est président de l'association Pro Familia de 2006 à mars 2017. Depuis le 1er mai 2019, il est président de l'association Pro Senectute Vaud.
Il est président de la Fédération suisse des sapeurs-pompiers depuis 2002.